# Џ
Џ (onderkast џ) is een letter van het Cyrillische alfabet die wordt gebruikt in de spelling van het Servisch en het Macedonisch. De letter staat voor de klank [d͡ʒ] (stemhebbende postalveolaire affricaat).

## Weergave

### Unicode
De Џ en џ zijn in 1993 toegevoegd aan de Unicode 1.0 karakterset.
In Unicode vindt men Џ onder het codepunt U+040F (hex) en џ onder U+045F.

### HTML
In HTML kan men voor Џ de code &DZcy; gebruiken, en voor џ &dzcy;.